# Roy Jenson
Pour les articles homonymes, voir Jenson.
Roy Jenson est un acteur canadien né le 9 février 1927 à Calgary (Canada) et mort le 27 avril 2007 à Los Angeles.

## Filmographie
- 1951 : Convoi de femmes (Westward the Women)
- 1952 : Operation Secret (it) de Lewis Seiler : Michel
- 1954 : Ouragan sur le Caine (The Caine Mutiny) d'Edward Dmytryk : Sailor
- 1956 : Marqué par la haine (Somebody Up There Likes Me) : Fighter
- 1957 : Operation Mad Ball : Hospital Guard
- 1957 : Hell on Devil's Island : Bruiser No. 1
- 1958 : The Missouri Traveler : Simpson
- 1958 : L'Aventurier du Texas (Buchanan Rides Alone) : Hamp
- 1958 : La Dernière Fanfare (The Last Hurrah) de John Ford : Fighter
- 1959 : La Chevauchée de la vengeance (Ride Lonesome) : Outlaw
- 1959 : Al Capone : Customer
- 1959 : L'Homme aux colts d'or (Warlock) : Hasty
- 1959 : En lettres de feu (Career) : Jeep Soldier
- 1960 : La Chute d'un caïd (The Rise and Fall of Legs Diamond) : Bodyguard
- 1960 : Un numéro du tonnerre (Bells Are Ringing) : Cop
- 1960 : 13 Ghosts : Ghost
- 1960 : Let No Man Write My Epitaph : Whitey
- 1960 : Le Grand Sam (North to Alaska) : Ole, Logger punched by Sam
- 1960 : Les Rôdeurs de la plaine (Flaming Star) : Matt Holcom
- 1960 : Le Rafiot héroïque (The Wackiest Ship in the Army) : Shark Bait (USS Echo crewman)
- 1961 : The Fiercest Heart : Boer
- 1961 : Atlantis, terre engloutie (Atlantis, the Lost Continent) : Guard
- 1961 : Marines, Let's Go! : Sailor
- 1961 : The George Raft Story : Biggie
- 1962 : Les Confessions d'un mangeur d'opium (Confessions of an Opium Eater) : Boat Crewman
- 1962 : Cinq Semaines en ballon (Five Weeks in a Balloon) d'Irwin Allen Guard
- 1962 : La Conquête de l'Ouest (How the West Was Won) : Henchman
- 1964 : Condamné à être pendu (Law of the Lawless) : Johnson brother
- 1964 : La diligence partira à l'aube (Stage to Thunder Rock) de William F. Claxton : Harkins
- 1965 : Le Sillage de la violence' (Baby the Rain Must Fall) : Tough Patron
- 1965 : 36 heures avant le débarquement (36 Hours) : Soldier
- 1965 : Les Éperons noirs (Black Spurs) de R. G. Springsteen : Ambusher
- 1965 : Morituri : Merchant Marine
- 1965 : Les Yeux bandés (Blindfold) : Goon
- 1966 : Les Mystères de l'Ouest (The Wild Wild West), (série TV) - Saison 2 épisode 1, La Nuit des Excentriques (The Night of the Eccentrics), de Robert Sparr : Vance Markham
- 1966 : Notre homme Flint (Our Man Flint) : Gridley
- 1966 : Détective privé (Harper) : Puddler
- 1967 : Fort Bastion ne répond plus (Red Tomahawk) de R. G. Springsteen : Prospector #2
- 1967 : Hostile Guns : Spectator
- 1967 : L'Or des pistoleros (Waterhole #3) : Doc Quinlen
- 1967 : The Bandits : Josh
- 1967 : Matt Helm traqué (The Ambushers) : Karl
- 1968 : Star Trek (série télévisée) : épisode Nous, le peuple : Cloud William
- 1968 : Will Penny, le solitaire (Will Penny) : Boetius Sullivan
- 1968 : Les Complices (Jigsaw) de James Goldstone : Arnie
- 1968 : Cinq cartes à abattre (5 Card Stud) : Mace Jones (Evers' hand)
- 1968 : Un Extraño en la casa : Walter
- 1968 Le Virginien saison 7 épisode 09 (The storm gate) : Lueders
- 1969 : Number One : Roy Nelson
- 1969 : La Kermesse de l'Ouest (Paint Your Wagon) : Hennessey
- 1970 : Fools (en) : Man in park
- 1970 : Colère noire' (|Halls of Anger) : Harry Greco
- 1971 : Le Clan des irréductibles (Sometimes a Great Notion) : Howie Elwood
- 1971 : Powderkeg (TV)
- 1971 : Big Jake : Gunman at bathhouse in Escondero
- 1971 : A Tattered Web (TV) : Bert Korawicz
- 1972 : The Glass House (TV) : Officer Brown
- 1972 : Kung Fu (TV) : Fuller
- 1972 : Journey Through Rosebud (en) : Park Ranger
- 1972 : Brute Corps
- 1972 : L'Apache (Cry for Me, Billy) : Blacksmith
- 1972 : Guet-apens (The Getaway) : Cully
- 1972 : Juge et Hors-la-loi (The Life and Times of Judge Roy Bean) : Outlaw
- 1973 : Nightmare Honeymoon : Bandy
- 1973 : Call to Danger (en) (TV) : Dave Falk
- 1973 : Le Poney rouge (TV) : Toby
- 1973 : Soleil vert (Soylent Green) : State Security Chief Donovan
- 1973 : Dillinger : Samuel Cowley
- 1973 : Nos plus belles années (The Way We Were) : Army Captain
- 1973 : Échec à l'organisation (The Outfit) : Al
- 1974 : Le Canardeur (Thunderbolt and Lightfoot) de Michael Cimino : Dunlop
- 1974 : Chinatown : Claude Mulvihill
- 1974 : Refroidi à 99% (99 and 44/100% Dead), de John Frankenheimer : Jake
- 1974 : Hit Lady (TV) : Eddie
- 1975 : L'Enquête de Monseigneur Logan (The Abduction of Saint Anne) (TV) : Woody
- 1975 : L'Évadé (Breakout) : Spencer
- 1975 : Force Five (TV) : Arnie Kogan
- 1975 : Le Lion et le vent (The Wind and the Lion) : Adm. Chadwick
- 1975 : La Trahison se paie cash (en) (Framed) : Haskins
- 1975 : Le Solitaire de Fort Humboldt (Breakheart Pass) : Chris Banion (train engineer)
- 1976 : Le Riche et le Pauvre ("Rich Man, Poor Man") (feuilleton TV) : Pete Tierney
- 1976 : La Duchesse et le Truand (The Duchess and the Dirtwater Fox) : Bloodworth
- 1976 : Helter Skelter (TV) : Punchy
- 1977 : La Conquête de l'Ouest ("How the West Was Won") (feuilleton TV) : Sergeant Macklin
- 1977 : La Petite Maison dans la prairie (The House on the Prairie) (Série TV) saison 3, épisode 9 (Les suppôts de Satan (The Bully Boys) ) : George Galender
- 1977 : Enfer mécanique (The Car) : Ray Mott
- 1977 : Un espion de trop (Telefon) : Doug Stark
- 1977 : L'Épreuve de force (The Gauntlet) : Biker
- 1978 : King (en) (feuilleton TV) : Sheriff Corruthers
- 1978 : Doux, dur et dingue (Every Which Way But Loose) : Woody
- 1980 : Tom Horn, le hors-la-loi (Tom Horn) : Lee Mendenhour
- 1980 : Patrouille de nuit à Los Angeles (Nightside) (TV) : Sergeant Duckman
- 1980 : Mister gaffes (Foolin'Around) de Richard T. Heffron : Blue
- 1980 : Ça va cogner (Any Which Way You Can) : Moody, Black Widow
- 1981 : Bustin' Loose (en) : Klan Leader
- 1981 : Les doigts du diable (Demonoid, Messenger of Death) : Mark Baines
- 1981: Shérif, fais moi peur (Série TV) (Saison 3, épisode 10 "A la poursuite des Pères Noël") : Lacey
- 1982 : Honkytonk Man : Dub
- 1983 : Kenny Rogers as The Gambler: The Adventure Continues (TV) : Hatch
- 1984 : Last of the Great Survivors (TV) : Foreman
- 1984 : L'Aube rouge (Red Dawn) : Samuel Morris
- 1986 : Day of the Survivalist
- 1986 : Kung Fu: The Movie (TV) : Warehouse Foreman
- 1987 : The Night Stalker : Cook
- 1988 : Deadly Stranger : Charlie
- 1988 : Police Story: The Watch Commander (TV) : Kearns
- 1989 : Sudamerica, matar o morir
- 1989 : W.B., Blue and the Bean (vidéo) : Guard
- 1990 : Solar Crisis : Bartender
- 1995 : The Set Up (en) : Older Guard
- 1999 : Hard Time: Hostage Hotel (TV) : Harve